# باهیا سولانو
باهیا سولانو (انگلیسی: Bahía Solano) نام شهری در کشور کلمبیا است.